# Kelvinwelle

Schematische Darstellung einer Kelvinwelle

Die Kelvinwelle, benannt nach Lord Kelvin (1824–1907), ist eine Welle, die sich im Gegensatz zur Wasserwelle und Poincaré-Welle nicht frei über die ganze Wasseroberfläche ausbreitet. Stattdessen kann sie sich nur in schmalen Gürteln (Wellenleitern) entlang topographischer Berandungen von rotierenden Flüssigkeiten ausbreiten, z. B. an Küsten sowie entlang des Äquators im Ozean und in der Atmosphäre.
Die Gezeiten propagieren in Form von barotropen Küsten-Kelvinwellen. Auch die Bugwelle eines Schiffs setzt sich aus Kelvinwellen zusammen.

## Eigenschaften
Kelvinwellen werden durch beliebig geformte Druckgradienten, z. B. Hoch- und Tiefdruckgebiete, parallel zur Achse eines Wellenleiters angeregt. Kelvinwellen sind dadurch charakterisiert, dass sie eine horizontale Geschwindigkeitskomponente nur parallel zur Achse des Wellenleiters haben, d. h., sie propagieren immer so, dass der feste Rand des Wellenleiters auf der Nordhalbkugel in Ausbreitungsrichtung rechts liegt und auf der Südhalbkugel links. Durch diese Eigenschaft, ein Ozeanbecken auf der Nordhalbkugel gegen den Uhrzeigersinn (bzw. auf der Südhalbkugel mit ihm) zu umlaufen, bilden sich die amphidromischen Systeme.
Der Druckgradient senkrecht zur Achse des Wellenleiters steht mit der Corioliskraft im Gleichgewicht, die von der horizontalen Geschwindigkeitskomponente verursacht wird.

### Räumliche Ausdehnung
Die Amplitude einer Kelvinwelle fällt exponentiell mit dem Abstand zur Küste. Kelvinwellen sind daher nur innerhalb eines charakteristischen Abstandes von der Küste beobachtbar, weiter entfernt werden sie so flach, dass sie kaum mehr auszumachen sind. Diese charakteristische Länge, der Rossby-Radius, ist abhängig von der geographischen Breite und wächst vom Pol zum Äquator:
- barotrope Kelvinwellen (= an der Wasseroberfläche) haben am Pol einen Rossby-Radius von zirka 1500 Kilometern und am Äquator von etwa 3000 Kilometern.
- barokline (= zwischen Wasserschichten verschiedener Dichte propagierende) Kelvinwellen weisen Rossby-Radien von typischerweise 10 Kilometern am Pol und 300 Kilometern am Äquator auf.

### Phasengeschwindigkeit und Dispersion
Die Phasengeschwindigkeit einer Kelvinwelle ist gleich der einer langen Welle auf der nicht rotierenden Erde. Barotrope Kelvinwellen sind sehr schnell, mit Phasengeschwindigkeiten von ungefähr 200 Metern pro Sekunde, wohingegen barokline Kelvin-Wellen typischerweise Phasengeschwindigkeiten von 0,5 bis 3 Metern pro Sekunde aufweisen. Eine barokline Störung im Äquatorgebiet bei Indonesien bräuchte so zwei bis drei Monate, um sich innerhalb des äquatorialen Wellenleiters bis nach Südamerika auszubreiten.
Bei Kelvinwellen stimmen Gruppen- und Phasengeschwindigkeit für alle Frequenzen überein, sie sind dispersionslos. Das bedeutet, dass sich eine freie Kelvinwelle ihre ursprüngliche Wellenform (die sie zum Zeitpunkt ihrer Anregung erhielt) bei der Ausbreitung entlang der Achse des Wellenleiters behält.

## Arten

### Küsten-Kelvinwellen
Idealisierte Vorstellung: ein Tiefdruckgebiet erhöht an einer Küste den Wasserspiegel und verschwindet. Zurück bleibt ein Wasserberg und somit eine Druckgradientenkraft mit einer zur offenen See gerichteten Komponente. Sobald sich das betrachtete Wasserteilchen anschickt, von der Küste wegzufließen, wirkt die Corioliskraft: auf der Nordhalbkugel nach rechts, auf der Südhalbkugel nach links. Das Wasserteilchen wird entsprechend abgelenkt, bis es nur noch parallel zur Küste strömt: diese liegt dann auf der Nordhalbkugel in Ausbreitungsrichtung rechts, auf der Südhalbkugel links.

### Äquatoriale Kelvinwellen
Am Äquator ergibt sich der Sonderfall, dass die Corioliskraft null ist. Hier muss also keine Küste vorhanden sein, der Äquator übernimmt die Rolle einer virtuellen Küste. Dadurch können sich zwei Kelvinwellen, eine in jeder Hemisphäre, Rücken an Rücken fortbewegen. Auf der Nordhalbkugel breitet sich die Kelvinwelle mit dem Äquator zur Rechten und in der Südhalbkugel mit dem Äquator zur Linken aus. Dies bedingt, dass die Störungen in der Auslenkung der Wasseroberfläche oder der Thermoklinen ostwärts wandern. Die mit der äquatorialen Kelvinwelle verbundenen Druckstörungen klingen polwärts exponentiell mit dem Quadrat des Abstandes zum Äquator ab. Die charakteristische meridionale Breite des Wellenleiters am Äquator beträgt in jeder Hemisphäre ungefähr einen äquatorialen Rossbyradius.

## Vorkommen und Bedeutung
Eine wichtige Rolle spielen barokline Kelvinwellen bei ENSO-Ereignissen (El Niño-Southern Oscillation). Hier wandert durch ein Nachlassen der Passatwinde im westlichen äquatorialen Pazifik der vor Indonesien angestaute warme Wasserberg als äquatoriale Kelvinwelle Richtung Südamerika (Delayed-Oscillator-Theorie). Beim Auftreffen auf den östlichen Rand des Ozeanbeckens werden sie z. T. in Küsten-Kelvinwellen umgewandelt, die beiderseits des Äquators entlang der Küsten der Kontinente polwärts propagieren. So wurden bei El-Niño-Ereignissen Warmwasseranomalien beobachtet, die durch Kelvinwellen entlang der Küste bis in den Golf von Alaska hinein transportiert wurden. Darüber hinaus wird ein Teil der äquatorialen Kelvinwelle als lange Rossbywellen im äquatorialen Wellenleiter reflektiert und propagiert in ihm zurück nach Westen.
Kelvinwellen spielen auch eine wichtige Rolle bei der Formung der Auftriebsphänomene an den Küsten und am Äquator: wird Auftrieb in einem begrenzten Gebiet angeregt, so propagieren Kelvinwellen von beiden Rändern des Auftriebsgebietes entlang der Küsten und des Äquators in die für Kelvinwellen mögliche Richtung.
- Die vom Ufer (auf der Nordhalbkugel) aus gesehen am rechten Rand des Auftriebsgebietes startende Auftriebs-Kelvinwellenfront (upwelling) exportiert den Auftrieb in das nicht der Anregung ausgesetzte Gebiet zwischen dem rechten Rand und der aktuellen Position der Auftriebs-Kelvinwellenfront.
- Die vom linken Rand des Auftriebsgebietes startende Downwelling-Kelvinwellenfront (Abtrieb) propagiert in das Auftriebsgebiet hinein und stoppt dort den Auftrieb und die Beschleunigung des Küstenstrahlstroms (englisch: coastal jet) zwischen dem linken Rand und der aktuellen Position der Downwelling-Kelvinwellenfront.

Der Auftrieb hinter der Front der Kelvinwelle wird dadurch gestoppt, dass die vor der Front existierende Balance umschaltet: die küstensenkrechte Divergenz des Ekman-Transports, die mit dem Anteil der vertikalen Divergenz des Auftriebs hinter der Front im Gleichgewicht steht, schaltet um in die küstenparallele Divergenz des Küstenstrahlstroms. Die küstensenkrechte Divergenz des Ekmankompensations-Stroms unterhalb der Deckschicht wird balanciert durch die küstenparallele Divergenz eines zum Strahlstrom in der Deckschicht entgegengesetzten Unterstroms.
Am Äquator ist dieser Unterstrom als Äquatorialer Unterstrom besonders stark ausgebildet (Strömungsgeschwindigkeit im Kern ≈ 1 Meter pro Sekunde) und stellt einen wesentlichen Zweig der ozeanischen Zirkulation dar. Da der Auftrieb am rechten Rand zuletzt gestoppt wird, ist er dort am kräftigsten ausgeprägt, wie auch dort der Küstenstrahlstrom am stärksten ist. Das links vom Auftriebsgebiet befindliche Areal wird nicht durch die Kelvinwellen beeinflusst.
Auf der Südhalbkugel ist die Asymmetrie zwischen linkem und rechtem Rand eines endlichen Auftriebsgebietes gegenüber dem auf der nördlichen Halbkugel vertauscht.